# Tugulusaurus
Tugulusaurus faciles is een vleesetende theropode dinosauriër, behorend tot de groep van de Tetanurae, die tijdens het vroege Krijt leefde in het gebied van de huidige Volksrepubliek China.

## Vondst en naamgeving
Vanaf 1964 werden in Sinkiang in het Junggarbasin verschillende fossielen opgegraven. In 1973 werd daarvan een aantal benoemd en beschreven door Dong Zhimin. Daaronder was ook een kleine roofsauriër die hij benoemde als de typesoort Tugulusaurus faciles. De geslachtsnaam was afgeleid van de geologische Tugulugroep. De soortaanduiding is het meervoud van facilis dat "gemakkelijk" betekent in het Latijn maar opgevat moet worden als het equivalent van het Chinees  xiǎo qiǎo (小 巧), dat zowel "delicaat" betekent, een verwijzing naar de tere structuur van de fossiele botten, als "soepel bewegend", een toespeling op de lichte bouw van het dier.
Het holotype, IVPP V4025, bestaat uit een gedeeltelijk skelet zonder schedel gevonden in lagen van de Lianmuginformatie die dateren uit het Aptien-Albien. De botten zijn gedeeltelijk sterk gefragmenteerd. Het omvat een vier middelste staartwervels, een rib, een eerste middenhandsbeen, het eerste vingerkootje van de eerste vinger, de klauw van de eerste vinger, beide dijbeenderen, een scheenbeen, een sprongbeen, een fragment van een sprongbeen, het calcaneum, de onderkant van een derde middenvoetsbeen, de onderkant ven een vierde middensvoetsbeen, een teenkootje van de vierde teen en de klauw van de derde teen.

## Beschrijving
Tugulusaurus is een kleine roofsauriër met een lengte van ongeveer tweeënhalve meter. Het dijbeen is 215 millimeter lang, het scheenbeen zo'n 24 centimeter. De hand was kennelijk stevig gebouwd; de handklauw is zeven centimeter lang maar het middenhandsbeen is extreem kort met 26 millimeter.
Een tweede beschrijving door Oliver Rauhut wist in 2005 enkele onderscheidende kenmerken vast te stellen: de wervelboog van de voorste middelste staartwervels bevindt zich op het voorste twee derde van het wervellichaam terwijl het wervellichaam aanzienlijker breder is dan hoog, ongeveer anderhalf keer; de staartwervels nemen naar achteren toe snel in lengte toe; de minimale lengte van het eerste middenhandsbeen is kleiner dan de breedte; het scheenbeen heeft een duidelijke halfcirkelvormige verdikking van de malleolus lateralis, de zijknobbel aan de onderkant.

## Fylogenie
Tugulusaurus werd door Dong in de Ornithomimidae geplaatst, zij het met de nodige voorzichtigheid. Latere kladistische analyses hadden meestal als uitkomst dat het dier zich basaal in de Coelurosauria bevond. Sommigen echter gaven een positie nog lager in de stamboom, basaal in de Tetanurae. De onzekerheid wordt veroorzaakt door een gebrek aan gegevens, vooral door het ontbreken van de schedel. Rauhut verwierp echter het oordeel van sommigen dat het om een nomen dubium zou gaan. In 2018 plaatste een analyse de soort in de Alvarezsauria, als zustersoort van Xiyunykus.